# Pierre Lenormand
Pour les articles homonymes, voir Lenormand.
Pierre Jean René Lenormand est un homme politique français né le 8 juin 1765 à Caen (Calvados) et mort le 21 juillet 1824 à Saint-Germain-de-Tallevende (Calvados).

## Biographie
Avocat au moment de la Révolution, il préside le district de Vire en 1792, puis l'administration ventrale du département du Calvados. Girondin, il doit se cacher sous la Terreur et ne reparait que sous le Directoire, redevant président du directoire du département en brumaire an VI. Il est député du Calvados au conseil des Cinq-Cents le 23 germinal an VI. Il est député au Corps législatif de 1799 à 1802, puis est nommé receveur principal des droits réunis à Vire, exerçant sa charge jusqu'en 1815.

## Sources
« Pierre Lenormand », dans Adolphe Robert et Gaston Cougny, Dictionnaire des parlementaires français, Edgar Bourloton, 1889-1891 [détail de l’édition]